# Zamarada clio
Zamarada clio är en fjärilsart som beskrevs av Charles Oberthür 1912. Zamarada clio ingår i släktet Zamarada och familjen mätare. Inga underarter finns listade i Catalogue of Life.